# Тридесета изложба УЛУС-а (1960)
Тридесета изложба УЛУС-а (1960) је трајала од 24. октобра до 5. новембра 1960. године. Одржана је у галеријском простору Удружења ликовних уметника Србије, односно у Уметничком павиљону "Цвијета Зузорић", у Београду.

## О изложби
Плакат и каталог изложбе је израдио Едуард Степанчић.
Радове за ову изложбу је одабрао Уметнички савет Удружења ликовних уметника Србије, кога су чинили:
Сликарска секција:
1. Недељко Гвозденовић
2. Јефто Перић
3. Зоран Петровић
4. Младен Србиновић
5. Војислав Тодорић

Вајарска секција:
1. Олга Јеврић
2. Ратомир Стојадиновић
3. Матија Вуковић

## Излагачи

### Сликарство
1. Радомир Антић
2. Јожеф Ач
3. Никола Бешевић
4. Славољуб Богојевић
5. Коста Брадић
6. Тивадар Вањек
7. Владимир Величковић
8. Бранислав Вељковић
9. Драга Вуковић
10. Милош Голубовић
11. Бора Грујић
12. Ксенија Дивјак
13. Мило Димитријевић
14. Милица Динић
15. Иван Јакобчић
16. Александар Јеремић
17. Гордана Јовановић
18. Оливера Кангрга
19. Јарослав Кандић
20. Милан Кечић
21. Чедомир Крстић
22. Јован Кукић
23. Мајда Курник
24. Зоран Мандић
25. Мирјана Мареш
26. Живорад Милошевић
27. Бранко Миљуш
28. Саша Мишић
29. Светислав Младеновић
30. Добривоје Николић
31. Олга Николић
32. Мирјана Николић Пећинар
33. Зоран Павловић
34. Татјана Пајевић
35. Слободан Пејовић
36. Јефто Перић
37. Јелисавета Ч. Петровић
38. Миодраг Петровић
39. Васа Поморишац
40. Гордана Поповић
41. Мирко Почуча
42. Божидар Продановић
43. Бранислав Протић
44. Иван Радовић
45. Милутин Ж. Радојичић
46. Маријан Савиншек
47. Светозар Самуровић
48. Љубица Сокић
49. Бранко Станковић
50. Милић Станковић
51. Боривоје Стевановић
52. Милица Стевановић
53. Едуард Степанчић
54. Мирко Стефановић
55. Владимир Стојановић
56. Татјана Тарновски
57. Војислав Тодорић
58. Владислав Тодоровић
59. Борислав Топузовић
60. Милорад Ћирић
61. Љерка Филаковац
62. Вера Чохаџић
63. Мила Џокић
64. Зуко Џумхур
65. Томислав Шебековић
66. Бранко Шотра
67. Милена Шотра

### Вајарство
1. Градимир Алексић
2. Војислав Вујисић
3. Милорад Дамњановић
4. Стеван Дукић
5. Оља Ивањицки
6. Олга Јеврић
7. Мира Јуришић
8. Антон Краљић
9. Момчило Крковић
10. Мирјана Летица
11. Мира Марковић Сандић
12. Живорад Михаиловић
13. Мирослав Протић
14. Славољуб Станковић
15. Живојин Стефановић
16. Радивој Суботички
17. Љубица Тапавички Берберски